# VK Orbita-ZTMK-ZNU
VK Orbita-ZTMK-ZNU är en volleybollklubb från Zaporizjzja, Ukraina. Klubben grundades 1972. Dess herrlag blev mästare i Sovjetunionen fyra gånger (1983, 1987, 1989 och 1990) och vann cupen nio gånger (1978, 1984, 1985, 1986, 1987, 1988, 1989, 1990 och 1991). Damlaget kom som bäst trea i mästerskapet och vann cupen två gånger (1985 och 1988). Sedan Ukraina blev självständigt har damlaget blivit ukrainska mästare en gång (1993) och vunnit ukrainska cupen en gång (1993).
Damlaget vann också CEV Challenge Cup (då med namnet CEV Cup) 1990.